# Polska folkpartiet Piast
Polska folkpartiet Piast (Polskie Stronnictwo Ludowe "Piast", PSL Piast) kan syfta på två olika partier, dels ett parti som verkade i Polen mellan 1913 och 1931, dels ett parti som bildades 2006 genom en splittring i Polska folkpartiet. Det sistnämnda partiet har bland annat samlat ett flertal Europaparlamentariker från Polska folkpartiet och Samoobrona. Dessa sitter i Gruppen Unionen för nationernas Europa och Gruppen Alliansen liberaler och demokrater för Europa (ALDE). Själva partiet är inte medlem i något europeiskt parti.